# マテウス・ゴンサウヴェス・サヴィオ
マテウス・サヴィオ（Matheus Sávio）ことマテウス・ゴンサウヴェス・サヴィオ（葡: Matheus Gonçalves Sávio、1997年4月15日 - ）は、ブラジル・サンパウロ州出身のプロサッカー選手。Jリーグ・浦和レッズ所属。ポジションはミッドフィールダー、フォワード。

## 経歴

### ブラジル時代
2015年3月25日にカンピオナート・カリオカで選手初出場。10月14日にはカンピオナート・ブラジレイロ・セリエAに最後7分ではあるが出場し同リーグ初出場となった。2017年5月13日にカンピオナート・ブラジレイロ・セリエA初得点を記録した。
2018年1月5日に同年末までの期限付き移籍でGDエストリル・プライアへの移籍が発表された。
2019年2月1日にセリエAのCSAへの期限付き移籍が発表された。開幕戦から8試合連続で出場し1ゴールを決めた。

### 柏レイソル
2019年7月3日、柏レイソルへの期限付き移籍が発表された。背番号は「22」番。Jリーグデビュー戦は栃木SC戦となった。
J2第25節ファジアーノ岡山FC戦では途中出場ながらJリーグ初ゴールを記録しチームの4-0での快勝に貢献した。
同年12月21日、柏レイソルへの完全移籍が発表された。
2021シーズンから背番号を「11」番へ変更し、公式戦キャリアハイの22試合に出場した。
2022シーズンから背番号をエースナンバーの「10」番に変更した。同年5月29日、J1第16節・清水エスパルス戦の前半13分の自身のゴールが5月度J1月間ベストゴールに選出された。また、シーズン6ゴール4アシストを記録し、優秀選手賞を受賞した。
2024シーズンのリーグ戦では9ゴール7アシストを記録、チームのJ1残留に貢献、J1ベストイレブンにも選出された。

### 浦和レッズ
2025年1月3日、柏レイソルより浦和レッズへ移籍することが両クラブから発表された。チームの副キャプテンに就任した。2025年4月2日、J1第８節・清水エスパルス戦移籍後初ゴールを記録した。

## 所属クラブ
- 2015年 - 2019年  CRフラメンゴ
  - 2018年  エストリル（期限付き移籍）
  - 2019年  CSA（期限付き移籍）
  - 2019年  柏レイソル（期限付き移籍）
- 2020年 - 2024年  柏レイソル
- 2025年 -  浦和レッズ

## 個人成績
| 国内大会個人成績 | 国内大会個人成績 | 国内大会個人成績 | 国内大会個人成績 | 国内大会個人成績 | 国内大会個人成績 | 国内大会個人成績 | 国内大会個人成績 | 国内大会個人成績 | 国内大会個人成績 | 国内大会個人成績 | 国内大会個人成績 |
| 年度             | クラブ           | 背番号           | リーグ           | リーグ戦         | リーグ戦         | リーグ杯         | リーグ杯         | オープン杯       | オープン杯       | 期間通算         | 期間通算         |
| 年度             | クラブ           | 背番号           | リーグ           | 出場             | 得点             | 出場             | 得点             | 出場             | 得点             | 出場             | 得点             |
| ブラジル         | ブラジル         | ブラジル         | ブラジル         | リーグ戦         | リーグ戦         | ブラジル杯       | ブラジル杯       | オープン杯       | オープン杯       | 期間通算         | 期間通算         |
| ---------------- | ---------------- | ---------------- | ---------------- | ---------------- | ---------------- | ---------------- | ---------------- | ---------------- | ---------------- | ---------------- | ---------------- |
| 2015             | フラメンゴ       |                  | セリエA          | 1                | 0                | 0                | 0                | -                | -                | 1                | 0                |
| 2016             | フラメンゴ       |                  | セリエA          | 0                | 0                | 0                | 0                | -                | -                | 0                | 0                |
| 2017             | フラメンゴ       |                  | セリエA          | 7                | 1                | 0                | 0                | -                | -                | 7                | 1                |
| ポルトガル       | ポルトガル       | ポルトガル       | ポルトガル       | リーグ戦         | リーグ戦         | リーグ杯         | リーグ杯         | ポルトガル杯     | ポルトガル杯     | 期間通算         | 期間通算         |
| 2017-18          | エストリル       | 87               | プリメイラ       | 6                | 1                | 0                | 0                | -                | -                | 6                | 1                |
| ブラジル         | ブラジル         | ブラジル         | ブラジル         | リーグ戦         | リーグ戦         | ブラジル杯       | ブラジル杯       | オープン杯       | オープン杯       | 期間通算         | 期間通算         |
| 2018             | フラメンゴ       |                  | セリエA          | 5                | 1                | 0                | 0                | -                | -                | 5                | 1                |
| 2019             | CSA              |                  | セリエA          | 8                | 1                | 0                | 0                | -                | -                | 8                | 1                |
| 日本             | 日本             | 日本             | 日本             | リーグ戦         | リーグ戦         | リーグ杯         | リーグ杯         | 天皇杯           | 天皇杯           | 期間通算         | 期間通算         |
| 2019             | 柏               | 22               | J2               | 19               | 7                | -                | -                | 1                | 0                | 20               | 7                |
| 2020             | 柏               | 22               | J1               | 6                | 0                | 0                | 0                | -                | -                | 6                | 0                |
| 2021             | 柏               | 11               | J1               | 20               | 2                | 2                | 0                | 0                | 0                | 22               | 2                |
| 2022             | 柏               | 10               | J1               | 32               | 6                | 2                | 2                | 1                | 0                | 35               | 8                |
| 2023             | 柏               | 10               | J1               | 31               | 7                | 6                | 0                | 5                | 1                | 40               | 8                |
| 2024             | 柏               | 10               | J1               | 38               | 9                | 2                | 0                | 2                | 0                | 42               | 9                |
| 2025             | 浦和             | 8                | J1               |                  |                  |                  |                  |                  |                  |                  |                  |
| 通算             | ブラジル         | ブラジル         | セリエA          | 21               | 3                | 0                | 0                | -                | -                | 21               | 3                |
| 通算             | ポルトガル       | ポルトガル       | プリメイラ       | 6                | 1                | 0                | 0                | -                | -                | 6                | 1                |
| 通算             | 日本             | 日本             | J1               | 127              | 24               | 12               | 2                | 8                | 1                | 147              | 27               |
| 通算             | 日本             | 日本             | J2               | 19               | 7                | -                | -                | 1                | 0                | 20               | 7                |
| 総通算           | 総通算           | 総通算           | 総通算           | 173              | 35               | 12               | 2                | 8                | 1                | 194              | 38               |

出場歴
- Jリーグ初出場 - 2019年7月27日 J2第24節 栃木SC戦 (栃木県グリーンスタジアム)
- Jリーグ初得点 - 2019年7月31日 J2第25節 ファジアーノ岡山戦 (シティライトスタジアム)

## タイトル

### クラブ
フラメンゴ
- カンピオナート・カリオカ: 2017

柏レイソル
- J2リーグ: 2019

### 個人
- J1リーグベストイレブン: 2024
- J1リーグ優秀選手賞: 2022, 2024
- J1リーグ月間ベストゴール: 2022年5月度